# Hrvatska književnost u Bosni i Hercegovini
Hrvatska književnost u Bosni i Hercegovini je definicija dana skupu novela, kratkih priča, pjesama i ostalih raznih književnih djela koja su ispisana na hrvatskome jeziku i pripadaju u cijelosti hrvatskoj kulturi u Bosni i Hercegovini, bosanskohercegovačkim Hrvatima i hrvatskome jeziku. Ta književnost obuhvaća književnike koji su pisali na hrvatskom jeziku, koji su podrijetlom iz Bosne i Hercegovine. Ona uključuje i mnoge bošnjačke književnike, za koje mnogi tvrde da ne pripadaju hrvatskoj književnosti u Bosni i Hercegovini. No, ipak ti su književnici svoje djelo svjesno utkali u korpus hrvatske književnosti, crpili su iz njega izražajne oblike i primali utjecaje značajnijih hrvatskih autora, nacionalno se izjašnjavali Hrvatima i pisali su na hrvatskome jeziku.
Najpoznatiji književnici iz Bosne i Hercegovine, koji su pisali na hrvatskom jeziku su: Ivo Andrić, Ivan Aralica, Toma Babić, Safvet-beg Bašagić, Enver Čolaković, Musa Ćazim Ćatić, Matija Divković, Mak Dizdar, Asaf Duraković, Fadil Hadžić, Nusret Idrizović, Miljenko Jergović, Lucijan Kordić, Veselko Koroman, Mirko Kovač, Ivo Kozarčanin, Silvije Strahimir Kranjčević, Jakša Kušan, Tomislav Ladan, Filip Lastrić, Vitomir Lukić, Grgo Martić, Matija Mažuranić, Ahmed Muradbegović, Alija Nametak, Zvonimir Remeta, Novak Simić, Antun Branko Šimić, Lovro Šitović, Nikola Šop, Anđelko Vuletić.

## Predosmansko razdoblje
Prvi jezični spomenici na slavenskom jeziku na području Bosne i Hercegovine potječu iz 11. ili 12. stoljeća. Radi se uglavnom i epigrafici, natpisima uklesanima u kamenu, od kojih je najstarija i najpoznatija Humačka ploča, u Humcu kod Ljubuškoga.
Prvotno pismo u staroj, predosmanskoj bosanskoj političkoj jedinici bijaše glagoljica, na kojoj su napisani (najvjerojatnije na području sadašnje Hercegovine) i poznati Mihanovićev i Grškovićev fragment apostola, no koju je ubrzo zamijenila domaća varijanta ćirilice, tzv. bosančica, na kojoj je napisan veći dio tekstova sve do 16. stoljeća.
Područje sadašnje Bosne i Hercegovine, od početka dijalekatske diferencijacije u 11. i 12. stoljeću, uglavnom pripada štokavskom narječju, uz prevlast čakavskoga narječja na krajnjem zapadu, sadašnjem Bihaćkom kraju i Pounju. Do 15. stoljeća su u velikoj mjeri dovršene jezičnodijalekatske promjene, koje su dale miješani idiom štokavsko-čakavski u kojem prevladava štokavština. Sličan tomu je i izraz pisaca hrvatske književnosti u Dubrovniku u 15. i dijelu 16. stoljeća (Džore Držić, Šiško Menčetić, Dominko Zlatarić): štokavsko-čakavska mješavina u kojoj preteže štokavština, uz tu razliku što je u Dubrovniku ijekavski refleks jata prevagnuo nad ikavskim (s kojim supostoji), dok u Bosni dominira ikavski govor. Još jedna razlika je u tome što se pisani dokumenti u Bosni i Humu nisu oslobodili prevlasti ili snažnoga utjecaja crkvenoslavizama sve do turskoga osvojenja, osim u tekstovima na mramorovima.
U promjenama koje su zahvatile područje od Sutle do Morave, od 12. do 15. stoljeća su formirane četiri velike narječne zone: kajkavska, čakavska, štokavska i torlačka. Štokavska se dalje dijeli na zapadnoštokavsku i istočnoštokavsku. Prva obuhvaća Slavoniju i veći dio Bosne do preko granica crte koja povezuje slijevove rijeka Bosne i Neretve (u sjevernijem dijelu skoro do Drine), dok je istočna štokavština nazočna na najistočnijem dijelu BiH, u Podrinju, povijesnoj Travunji i istočnom Zahumlju. Upitna zamjenica je "šća" na sjeveru, a "što" na jugu, dok je refleks jata "i" na zapadu ("svidoci", "Stipan") i "je" ili "ie" na istoku ("sieče", "vjere"). Ikavski refleks jata je prvi puta upisan u baš u Bosni, 1331. godine. Zapadna se štokavština od istočne razlikovala po tronaglasnom sustavu (poput čakavštine), dok je istočno štokavsko narječje imalo 2 naglaska.
Najstarija se bosansko-humska književnost veže uz primanje kršćanstva i uporabu crkvenoslavenskoga jezika u bogoslužne svrhe. Korpus bosansko-humske pismenosti u predturskom (cca. 1100. – 1463.) možemo podijeliti u tri velike skupine.
Prvu kategoriju čine tekstovi krstjana, ili pripadnika Crkve bosanske, nastali uglavnom u 14. i 15. stoljeću. Radi se o prijepisima Evanđelja, dijelova Staroga zavjeta (Psaltir), i nekim drugim biblijskim tekstovima (Apokalipsa, Poslanice), deset do petnaestak tekstova, od kojih su najreprezentativniji "Hvalov zbornik", "Mletački zbornik" i "Radosavljev zbornik". Jezik je u tim spisima veoma arhaičan crkvenoslavenski s elementima narodnoga govora (npr., karakterističan ikavizam u većini djela). Pisani su bosančicom, najčešće s glagoljskih predložaka i s glagoljičnim dodatcima u kolofonu.
Uzmu li se u obzir i malobrojni drugi vjerski i umjetnički spisi za koje se smatra da su nastali na tlu BiH ("Berlinska Aleksandrida") ili su navedeni kao izgubljeni izvori, ovaj dio starobosanske pismenosti i književnosti nije, osim nekih značajki, presudan za utvrđivanje oblika jezika u predturskoj Bosni i Hercegovini. Naravno, druge je prirode njegova umjetnička i jezičnopovijesna važnost kao dijela kulturne baštine. Jezičnopaleografska istraživanja krstjanskih tekstova vršili su mnogi znanstvenici (katkad pod utjecajem vladajućih ideoloških matrica), među kojima se ističu Đuro Daničić, Vatroslav Jagić, Vera Jerković, Jaroslav Šidak i Herta Kuna.
U drugu kategoriju spadaju diplomatsko-pravni tekstovi (ugovori o trgovini, ugovori između bosanskih banova i kraljeva s Dubrovnikom i drugim gradovima, međusobna prepiska vlastele), s početkom u 12. stoljeću (povelja Kulina bana iz 1189. godine), no najbrojnijim korpusom tekstova nastalim u 14. i 15. stoljeću. Dokumenti su heterogene naravi, i odražavaju povijesni razvoj jezika kao i kulturnopolitički utjecaj susjednih zemalja. Uglavnom, za većinu tekstova se može reći da su pisani na narodnoj štokavštini ikavskoga refleksa jata (npr., Stjepan Ostoja 8. kolovoza 1400. vojvodi Hrvoju: "...Mi Stipan Ostoja...dajemo viditi vsakomu človiku ...virnim' slugam' za virna posluženia. ". Ili, Grgur Vukosalić Hrvatinić, gospodar južnoga Zahumlja, 6. srpnja 1418.: "..Ja knez Grgur Vukosalić daju va s'vidinie vsakomu, kako po navodu zla človika postavih' pri Stonom' na Zablatku carinu, tko godi grede u Ston' ili dubrovčanin' ili vlah' ili sr'blin ili tko ini, i također i(z) Stona, da plaća carinu....koi gredu priko moe zemle u Ston', koliko koi gredu i(z) Stona priko moe zemle, i za to svrgoh ju."), uz primjetan udio crkvenoslavenskoga jezika i čakavštine (crksl.: počteni, čto; čakavski: greb, pojde, dojde, meju,... kao i oblici istovjetni u oba jezika: govoril, pisal, ...).
Dakle, pravno-administrativni tekstovi su dobra slika jezika u Bosni i Humu u to doba: radi se o zapadnoj, tronaglasnoj štokavštini pretežito ikavskoj, protkanoj čakavizmima (izrazitije) i crkvenoslavizmima. Uz ovo valja napomenuti nekoliko stvari: dio je povelja obilježen srpskim jezičnim značajkama, poglavito zato što su neki Kotromanići (kao i dio vlastele) uzimali na dvor srpske pisare, što je utjecalo na oblik jezika u manjem broju pravno-trgovinskih dokumenata.
Nasumično nabrajanje sadašnjih nacionalnih imena ne može daleko odvesti, prije svega u tom srednjovjekovnom razdoblju, jer se stanje nacionalne atribuiranosti kaotično. Referencija na jezik je najčešće slavenska (sclauonice), u djelima srpskih pisara katkad srpska, nekad i u bizarnom obliku (sr'scie, srp'scie), a u latinskim spisima ponekad hrvatska (croatice u pismu Stjepana II. Kotromanića papi). Bosansko se ime ne pojavljuje u samim tekstovima kao oznaka za jezik, a suvremena etnička imena nisu jednoznačno povezana s nazivkom jezika, koji je rijedak u odnosu na invokacije Bošnjana, Hrvata, Srba, Dubrovčana, Vlaha i ostalih. Stoga se za oblik jezika dio dokumenata koji je prošao kroz ruke srpskih pisara koje je katkad zapošljavala bilo bosansko-humska, bilo dubrovačka kancelarija za prepisku sa Srbijom, a i među sobom, može reći da ne predstavlja vjerno oblik jezika kakav bijaše u uporabi u Bosni i Humu u to doba, prije svega jer u svojim jezičnim karakteristikama (fonološkim, morfološkim, pravopisnim) odstupa od jezika kakvoga nalazimo u golemoj većini dokumenata, pisari kojih su bili domaći ljudi.
Još valja napomenuti da je zbog pojednostavljenih predodžbi slavistike 19. stoljeća (Franca Miklošiča i Vatroslava Jagića) sav korpus ćirilske pisane riječi na području Hrvatske, Bosne i Hercegovine, Srbije i Crne Gore proglašen "srpskim", pa su se tako krstjanski, katolički i muslimanski tekstovi, koji ni po nacionalnoj obilježenosti, a kamoli po obliku jezika ne pripadaju srpskomu uljudbenom krugu, našli u antologijama srpske pismenosti (najpoznatije su Stojanovićeva iz 1927. i Solovjeva iz 1926.). To je ispravljeno izdavanjem reprezentativnijih i znanstveno bolje obrađenih zbirki u izdanju Zemaljskoga muzeja u Sarajevu, koje je uredio Gregor Čremošnik, 1948. – 1952. Politička dimenzija o "nacionalnoj" atribuciji tih bosančicom pisanih tekstova ostaje i dalje prijeporištem među hrvatskim, bošnjačkim i srpskim paleografima. Zaključno bi se moglo reći da je doba nastanka diplomatsko-komercijalnih tekstova u 12. i 13., a ponajviše u 14. i početku 15. stoljeća bilo još prerano za izraženije etničko obilježavanje većega dijela tih tekstova (zbog više razloga, od kojih je najvažniji civilizacijska i gospodarstvena marginalnost), pa se nacionalna atribucija najčešće traži preko značajki karakterističnih za hrvatski i srpski jezičnodijalekatski izričaj, uz sve više rastuću svijest o rubnosti starobosanske diplomatike koja nema dovoljno samostalnih obilježja e da bi bila svrstana u zaseban, bosanski korpus, a zbog niza posebnosti nije ni u matici hrvatske ni srpske pismenosti toga doba.
Najznačajniji su dokumenti narodnoga jezika na području koje pokriva sadašnja Bosna i Hercegovina natpisi na mramorovima ili stećcima. Po raznim brojanjima, stećaka ima oko 60.000, no onih s natpisima je daleko manji broj: Marko Vego je u svojoj reprezentativnoj zbirci epigrafike naveo oko 400 zapisa. Manji je broj iz 12. i 13. stoljeća, dok je većina iz 14. i 15. stoljeća. Osim najstarijih, najveći je dio pisan bosančicom, a gnomskim iskazima o životu i ljudskoj sudbini neki dosižu i umjetničku vrijednost (koja je inspirirala Maka Dizdara, hrvatskog i bošnjačkog pjesnika i sastavljača antologije starih bosanskih tekstova). Jezik je narodni, većinom štokavsko ikavski (rjeđe jekavski), uz dosta čakavizama (stoga katkad karakteriziran kao šćakavski, ili štokavsko-čakavski idiom), te zanemariv broj crkvenoslavizama. Najveće su nekropole mramorova ili biliga u Hercegovini (šire područje mjesta: Stolac, Široki Brijeg, Mostar, Konjic, ...) i Bosni (Vareš, Kraljeva Sutjeska, Kakanj, Zenica, ...). Jezik mramorova je najpotpunije obrađen u opsežnoj zbirci natpisa koju je objelodanio Marko Vego.

## Književnost Bosne Srebrene
Franjevci su u Bosnu došli potkraj 13. stoljeća (1291.) i nedugo potom u Srebrenici izgradili svoj prvi samostan po kojemu je kasnija redodržava nazvana Bosna Srebrenika ili Bosna Srebrena (lat. Bosna Argentina). U početku su pripadnici franjevačkoga reda bili uglavnom stranci (Nijemci, Mađari, Talijani), no, ubrzo je, među inim i zbog zahtjeva bosanske vlastele, prevladao domaći kler. Tako je npr. ban Stjepan Kotromanić tražio da duhovnici budu vični domaćem jeziku: u pismu datiranom 1347. traži i dobiva mnoga prava za franjevce u Bosni, pa tako i to da mogu sebi uzimali pomoćnike, ali samo in fidei doctrina peritos et lingue croatice non ignaros - "iskusne u nauku vjere i ne bez znanja hrvatskoga jezika".
Franjevačka provincija Bosna Srebrena, nakon osmanskih osvajanja, neko vrijeme je zauzimala prostor znatno veći od Bosne i Hercegovine: od Dalmacije na jugu, do Budima na sjeveru i Temišvara na istoku te dio današnje Bugarske. U njenim su granicama bili, npr. Šibenik, Skradin, Knin, Sinj, Vrlika, Makarska, Zaostrog, Imotski, Rama, Fojnica, Olovo, Srebrenica, Kreševo, Mostar, Tuzla, Modriča, Požega, Đakovo, Udbina, Gračac, Kostajnica, Našice, Vinkovci, Osijek, Pečuh, Budim. Na tome su području franjevci dugo bili jedini dušobrižnici i pučki prosvjetitelji. U početku pretežito za potrebe pastoralizacije, a dijelom i za školovanje vlastitoga podmlatka, bosanski franjevci su od početka 17. stoljeća razvili iznimno plodnu i raznovrsnu književnu djelatnost na hrvatskom (bosančicom i latinicom) i latinskom jeziku.
Književnost bosanskih franjevaca obuhvaća sljedeća područja: 
1. nabožna djela (molitvenici, katekizmi, zbirke propovijedi, životi svetaca), npr. Nauk krstjanski (1611.) i Razlike besjede svrhu evandelja nedjeljnih priko svega godišta (1616.) fra Matije Divkovića, Pistole i evanđelja priko svega godišta (1613., latinicom) fra Ivana Bandulavića (druga polovica 17. stoljeća - prva polovica 18. stoljeća), Izpoviedaonik (1630.) fra Stjepana Matijevića (oko sredine 17. stoljeća - 1730.), Naslađenje duhovno (1682.) i Cvit kriposti (1701.) fra Pavla Posilovića (1600. – 1653.), Izpovied kršćanska (pučki "Stipanuša", 1701.) i Fala od sveti (1708.) fra Stjepana Margitića (oko sredine 17. stoljeća - 1730.), Cvit razlika mirisa duhovnoga (pučki "Babuša", 1726.) fra Tome Babića (1680. – 1750.), Pripovidanje nauka krstjanskoga (1750.) fra Jerolima Filipovića (1688. – 1765.), Testimonium bilabium (1755.), Od uzame (1765.), Nediljnik dvostruk (pučki "Čizmar", 1766.) i Svetnjak (1766.) fra Filipa Lastrića, Kratko skupljenje čudoredne, iliti moralne bogoslovice svrhu sedam katoličanske crkve sakramenatah (1782.) fra Marka Dobretića (1707.? - 1784.);
2. samostanske ljetopise, npr. fojničkoga samostana fra Nikole Lašvanina (1703.? - 1750.), sutješkoga samostana fra Bone Benića (1708. – 1785.), kreševskoga samostana fra Marijana Bogdanovića (1720. – 1772.);
3. prva povijesna djela, npr. Epitome vetustatum Provinciae Bosnensis (1765.) fra Filipa Lastrića, Godišnjak događaja i promine vrimena u Bosni 1754. – 1882. (objavijeno tek 1991.) fra Jake Baltića (1813. – 1887.), Zemljopis i poviestnica Bosne (1851.) fra Ivana Franje Jukića;
4. pjesnička djela, npr. Pisna od pakla (1727.) fra Lovre Šitovića Ljubušaka (1682. – 1729.), Isitirion fra Ambroza (Ambrože) Matića (1795. – 1849.), Osvetnici (1861. – 1883.) fra Grge Martića;
5. putopise, npr. Putovanje iz Sarajeva u Carigrad godine 1852. mjeseca svibnja fra Ivana Franje Jukića;
6. memoarska djela, npr. Zapamćenja (1906.) fra Grge Martića;
7. gramatike latinskoga i hrvatskoga jezika: Prima grammaticac institutio pro tyronibus Illyricis accomodata (1712.) fra Tome Babića, Grammatica latino-illyrica (1713.) fra Lovre Šitovića Ljubušaka, Institutiones grammaticae idiomate Illyrico (1822.) i Syntaxis linguae latinae iuventuti Provinciae Bosnae Argentinae accomodata (1823.) fra Stjepana Marijanovića, Knjižica ručna (1832.) fra Ambroza (Ambrože) Matića i Slovnica jezika latinskoga ilirski iztumačena za porabu mladeži bosanske s kratkim i potrebitim rječnikom (1857.) fra Filipa Kunića (1821. – 1871.);
8. leksikografska djela koja su mahom ostala u rukopisu, npr. Blago jezika slovinskoga ili Slovnik u kojemu izgovarajuse rici Diacke Latinski, i Slovinski fra Ljudevita (Lalića?) iz Ružića (u 1. polovici 17. stoljeća - u početku 18. stoljeća), hrvatsko-latinski dikcionar fra Matije Jakobovića (potkraj 17. stoljeća - 1753.), anonimni latinsko-hrvatski (fojnički) rječnik iz 19. stoljeća (objavljen 2000. godine) te jezikoslovna djela od kojih je najvažnije De ratione depingendi seu vera ortographia (1853.) fra Marijana Šunjića (1789. – 1860.).

Bosanski franjevci svoj jezik zovu najčešće slovinskim ili ilirskim (“čistomaći, ispisa i složi u jezik slovinski“; Divković 1616.; “izvađen iz jezika latinskog u jezik iliriski, aliti slovinski“, Posilović 1647.), katkad bosanskim (“u pravi istiniti jezik bosanski“, Divković 1616.; “Ispoviedaonik“ prinesen u jezik bosanski, Matijević 1630.), a češće hrvatskim (“Pistole i Evanyelya po sfe godischie harvatskim yazichom stumacene“, fratri u Olovu 1586.; “bosanska dica naroda slavnoga i jezika harvatskoga“, Toma Babić 1712.; “..mi Hrvati istoma ili declinatione i imenah i conjugatione verbah hrvatski.“, Lovro Šitović Ljubušak 1713.; “po ocu fra B.Pavloviću iz Dubrovačke države..u harvaski jezik. Za korist naroda Harvaskoga“, Bernardin Pavlović, 1747.)
U tako opsežnoj produkciji, pisanoj na hrvatskom (pretežito) i latinskom jeziku, bosančicom i latinicom (latinica je odnijela pretegu u 18. stoljeću), nije lako odvojiti djela trajnije vrijednosti od onih koja imaju još jedino kulturno-povijesnu važnost. No, književnopovijesna istraživanja su došla do suglasja u sljedećim točkama:
- odgojiteljski, nacionalno-prosvjetni i općecivilizacijski rad bosanskih franjevaca je neprocjenjiv. On je u toj mjeri utkan u cijelo biće hrvatskoga naroda da uvelike nadilazi granice i Bosne i vjerske literature, kao i bilo kakve isključivo spisateljske djelatnosti. Od prosvjetnog do karitativnog, od dušobrižničkog do gospodarskog i općedruštvenoga napora, redovnici bosanske redodržave stoljećima bijahu kičmom većine hrvatskoga naroda. Bez franjevaca provincije Bosne Srebrene Hrvati ne bi bili ono što su danas.
- sudi li se isključivo estetskim mjerilima, malen je dio književne produkcije Bosne Srebrene još živ i životan. Najvrjedniji i najvitalniji su samostanski ljetopisi i memoarska literatura koja se čita kao realistična kronika jednoga doba, a koja je, među ostalim, bila glavnim vrelom inspiracije za većinu pripovijedaka i romana Ive Andrića. Ironijom sudbine, najutjecajniji pučki spisi, često oblika didaktičke i junačke poezije, te narodnih vjerskih moralki, najslabije su se oduprli koroziji vremena. Kao da je povijest htjela da za književnost Bosne Srebrene primijeni riječi iz Evanđelja po Marku: “Mnogi prvi bit će posljednji, a mnogi posljednji prvi“.
- gledano iz perspektive današnjice, možemo zaključiti da je spisateljska djelatnost bosanskih franjevaca integralnim dijelom, a katkad i ishodištem dvaju disciplina koje ne pripadaju umjetničkoj književnosti: jezikoslovlja i povijesne znanosti. Hrvatski jezik je nezamisliv bez rječnika i gramatika autori kojih su bosanski i hercegovački franjevci, od Šitovića do Marijanovića i Lalića, te oblika književnoga izraza popularnih poučnih djela Divkovića ili Babića. Također, historiografska djela, poglavito Lastrića, a manjim dijelom i Jukića, čine nezaobilazni izvor za poznavanje povijesti Bosne i Hercegovine.

Katkad se dovodi u pitanje nacionalna i književna pripadnost franjevačkih pisaca provincije Bosne Srebrene. Navodni se argument, temelji na tvrdnji da hrvatski pisci iz franjevačke provincije Bosne Srebrene (koja je, često se zaboravlja, uključivala i veći dio Dalmacije i Slavonije, pa je već time jasno hrvatski nacionalno obilježena) nisu imali hrvatsku, već "bosansku" nacionalnu svijest, pa time ne pripadaju u kanon hrvatske književnosti. Radi se uglavnom o ljetopiscima, autorima vjerskih moralki, raznih poučno-pobožnih djela te leksikografskih radova. Najpoznatiji su Matija Divković, Ivan Ančić, Pavao Posilović, Ivan Bandulavić, Stjepan Matijević, Filip Lastrić, Lovro Šitović Ljubušak, Marko Dobretić, Stjepan Margitić, Toma Babić, Bono Benić, Nikola Lašvanin, Ivan Franjo Jukić, Grga Martić, Jako Baltić, Vice Vicić, Martin Nedić.
"Kako je djelovanje bosanskih franjevaca obuhvatilo za duže vrijeme Slavoniju i Dalmaciju, nije bez značenja da su se u okviru jedne franjevačke provincije okupili gotovo svi štokavski Hrvati, što će odigrati izvjesnu ulogu i u formiranju standardnoga jezika kod Hrvata.", ustvrdila je poznata paleografkinja i filologinja Herta Kuna. Tijekom povijesti mijenjajući granice (posebno u drugoj polovici 18. stoljeća, nakon oslobođenja Slavonije i Dalmacije), Bosna Srebrena je u najvažnijem razdoblju svoga postojanja (koje se proteže preko 300 godina) obuhvatila pod svojom jurisdikcijom najveći broj Hrvata štokavskoga (dijelom i čakavskoga) narječja i vitalnom spisateljskom, prosvjetnom i općedruštvenom djelatnošću znatno doprinijela očuvanju i homogenizaciji hrvatskoga naroda.

## Hrvatski narodni preporod
Devetnaesto stoljeće u Bosni i Hercegovini poznato je po buđenju nacionalne svijesti i formiranju nacionalnih zajednica u njihovim osobitostima. Pojavljuje se veliko zanimanje za narodnu prošlost, narodni život i narodne običaje. Sakupljaju se, njeguju, prerađuju pa čak i imitiraju narodne umotvorine. Pod jakim utjecajem hrvatskoga narodnog preporoda sa središtem u Zagrebu našlo se hrvatsko kulturno biće i u Bosni i Hercegovini, čije su vođe studirali u Zagrebu, surađivali kao sudionici ilirizma i imali živ i redovit dodir s Ljudevitom Gajem, čelnikom hrvatskoga narodnog preporoda. Oni će nakon povratka u Bosnu i Hercegovinu širiti ideje hrvatskog narodnog preporoda, veličati hrvatsku nacionalnu ideju, ali i ideju suživota s drugim slavenskim narodima. Tako će i osnovne značajke kulturnih udruga, a i književnoga stvaralaštva, biti u veličanju nacionalnih osobitosti, afirmaciji narodnoga stvaralaštva, nacionalne prošlosti, a sve u smislu ljudske i nacionalne slobode.
Najpoznatiji pokretači i nositelji hrvatskog narodnog preporoda u Bosni i Hercegovini koji su djelovali pod izravnim utjecajem Gaja i ostalih iliraca i koji su surađivali u Novinama horvatskim, slavonskim i dalmatinskim, kao i u njihovu kulturnom prilogu Danici, bili su Ivan Franjo Jukić, Grgo Martić, Martin Nedić i Marijan Šunjić. S druge strane, Gaj i njegovi suradnici živo se zanimaju za Bosnu i Hercegovinu, potiču suradnike u BiH i na idejnom i na kulturno-stvaralačkom polju. Napose su podupirali otpor protiv turske vlasti, što se posebice vidi u književnom stvaralaštvu hrvatskih preporoditelja u Bosni i Hercegovini. U dva navrata, 1840. i 1848. godine, na poticaj Ivana Franje Jukića trebalo je osnovati književno društvo pod imenom "Kolo bosansko", ali kako su turske vlasti zabranjivale takvu ideju, a ni među franjevačkim vodstvom nije bilo jedinstva, ta nakana nije ostvarena.
Posebno teško stanje za katolički narod bilo je u Hercegovini jer ondje nije bilo sakralnih objekata, pa se svećenička služba obavljala iz susjednih samostana u Dalmaciji i Bosni. Tijekom 19. stoljeća samostan u Kreševu postaje središte iz kojega je obavljano bogoslužje Hercegovine. Zbog udaljenosti (tri dana hoda) među franjevcima, koji su rodom iz Hercegovine, sazrijeva ideja da se samostan i crkva grade u Hercegovini. Za ostvarenje te ideje trebalo je dobiti dekret od Kongregacije za širenje vjere, suglasnost Ali-paše Rizvanbegovića i carev ferman te odabrati mjesto za gradnju crkve i samostana. Nakon nekoliko godina upornog traženja franjevci su dobili tražena dopuštenja i odvojili se od subraće u Bosni.
Gradnjom crkve i samostana na Širokom Brijegu i osnivanjem Kustodije godine 1852. te Provincije 1892. izgradila se franjevačka crkvena organizacija u Hercegovini. Grade se samostani na Humcu i u Mostaru, a otvaranjem škola: u Vukodolu kod Mostara 1852., Gorici 1853., Veljacima 1860., Humcu 1866., Širokom Brijegu i Tomislavgradu 1866., Gradinićima i Posušju 1867. te katolikih učionica u Gabeli, Humcu, Širokom Brijegu i Konjicu, otpočeo je kulturni preporod u Hercegovini. Zahvaljujući osnutku prve hrvatske tiskare ("Tipografija katoličkog poslanstva u Hercegovini") u Bosni i Hercegovine, godine 1872. u Mostaru, koju je vodio Franjo Miličević, taj je proces još ubrzaniji. Tiskara je imala veliku ulogu u prosvjećivanju hrvatskog naroda i razvijanju hrvatske narodne svijesti. U razdoblju od tridesetak godina objavljeno je oko 600 knjiga pa je Mostar krajem 19. i početkom 20. stoljeća postao jače kulturno središte od većine gradova na Balkanu.
Nakon ustanka 1875. – 1878. u Hercegovini i Bosni protiv turske uprave velike sile na Berlinskom kongresu 1878. godine daju mandat Austro-Ugarskoj za ulazak s vojskom u Bosnu i Hercegovinu, pod izgovorom uspostavljanja mira i reda te ustrojenja nove uprave. Tako su austrougarskim protektoratom htjeli riješiti veliku istočnu krizu nastlau 1875. ustankom u BiH. Položaj katolika se promijenio nakon dolaska Monarhije. Nova vlast nastoji modernizirati zemlju te razviti gospodarstvo i iskoristiti prirodna bogatstva zemlje.
Uz franjevce u preporodna gibanja uključuje se i hrvatsko građanstvo. Osniva se niz organizacija i društava koja ističu nacionalnu hrvatsku pripadnost u svom nazivu, a preko njih hrvatsko ime prodire u hrvatski narod koji postaje svjestan svoje nacionalne pripadnosti. Hrvatska društva iz ovog razdoblja: Hrvoje u Mostaru, Slavuj u Trebinju, Trebižat u Ljubuškom, Dinara u Livnu, Trebević u Sarajevu, Majevica u Tuzli, Nada u Banjoj Luci... žarišta su hrvatskog narodnog preporoda u Bosni i Hercegovini. Uz društva se osnivaju čitaonice i knjižnice, u kojima se čitaju knjige, novine i kalendari, a održavaju se i tečajevi opismenjavanja.
Valja posebno istaknuti značenje prvih hrvatskih novina na tlu Bosne i Hercegovine što ih je pokrenuo i uređivao Franjo Milićević sa svojim suradnicima, a to su: "Hercegovački bosiljak" (1883.), "Novi hercegovački bosiljak" (1884.), "Glas Hercegovca" (1885.). U ljeto 1898. godine na idejnim temeljima Franje Milićevića, koji mu je bio stric i u duhu pravaške orijentacije, Ivan Aziz Milićević i njegovi suradnici u Mostaru pokreću "Osvit" (1898.), koji izlazi do 1907. godine.
Uz gorostasnu Kranjčevićevu pjesničku figuru te široku i intenzivnu književno-kulturnu poduzetnost Ivana Milićevića i Osmana Nuri Hadžića (Osman-Aziz), u Osvitu se pojavljuju književnici kao što su Tugomir Alaupović, Ivan Klarić, Jagoda Truhelka, Eugenija Šah Knopharo, Mirko Jurkić, Eugen Matić, Safvet-beg Bašagić, Musa Ćazim Ćatić i još neki koji će, uz sve nevolje što ih je nametalo društveno-političko stanje u njihovoj zemlji, na smjeni stoljeća pokazati uklopljenost hrvatske književne riječi iz BiH u europska književna strujanja.
Ova su mostarska glasila pronosila pravašku orijentaciju za razliku od ilirske - preporodne ideje u Zagrebu i u Sarajevu. Za temeljnu odrednica svojih programa, časopisi su uzeli prirodno, povijesno i narodno pravo Hrvata u Bosni i Hercegovini na sjedinjenje s Banskom Hrvatskom i ostalim hrvatskim zemljama. To se vidi i po nizu članaka političke naravi, to je očito i pojezičnim rješenjima, a i po drugim značajkama koje oni pokazuju. Doduše, ideja hrvatskoga narodnog preporoda i ovdje se pojavljuje kao poticaj. Priznate su mnoge tečevine ilirskog pokreta, nacionalno buđenje, narodno stvaralaštvo, kao i aktualno književno stvaralaštvo, ali se ne prihvaća političko južnoslavenstvo jer se ono pokazuje kao zabluda i samonijekanje s obzirom na vrijeme i prostor u kojem živi hrvatski narod u Bosni i Hercegovini.
U preporodnom pokretu Hrvata u Bosni i Hercegovini veliku ulogu imali su franjevci. Oni su jedini imali utjecaj na hrvatske seljake koji su činili veliku većinu hrvatskog naroda u Bosni i Hercegovini. Franjevci ističu da nisu pripadnici nijedne stranke iako su im bliske ideje Stranke prava, a krajem 19. stoljeća deklariraju se kao pripadnici Stranke prava. Stalno ističu da su oni najprije Hrvati pa tek onda katolici. Dolaze u sukob s vlasti jer ona širi katoličku svijest u narodu i u tome ima oslonac u redovitoj katoličkoj hijerarhiji na čelu s nadbiskupom Stadlerom. Najpoznatiji preporoditelji bili su franjevci: Anđeo Kraljević, Radoslav Glavaš, Anđeo Nuić, Nikola Šimović, Augustin Zubac, Petar Bakula i Franjo Milićević koji su se dokazali kao graditelji, učitelji, dušobrižnici, ali i kao pisci prvih udžbenika, priručnika i kalendara, novina i samostalnih književnih ostvarenja. Mostar je u tom razdoblju postao kulturno, gospodarsko, prosvjetno i političko središte Hrvata u BiH.
Središte hrvatske politike prelazi iz ruku hercegovačkih franjevaca i Mostara u Sarajevo, u kojem je bila smještena većina hrvatske inteligencije, trgovaca i obrtnika. Narodni preporod ulazi u najšire strukture hrvatskog društva i time je postignut cilj preporoditelja. Osnivanje škola, čitaonica i raznih društava te borba za napredak na kulturnome, prosvjetnom i gospodarskom polju uvjet je i za politički napredak Hrvata u Bosni i Hercegovini.
Kao rezultat snažne potrebe za osnivanjem društva koje bi pomagalo i financiralo obrazovanje hrvatske mladeži, nastala su dva društva kojima je poticanje obrazovanja bio osnovni cilj. Prvo je osnovano 14. rujna 1902. godine u Mostaru pod nazivom "Hrvatsko potporno društvo za siromašne đake i naučnike", a drugo 11. studenoga iste godine u Sarajevu pod nazivom "Hrvatsko društvo za namještanje djece na zanate i u trgovinu". Prvi predsjednik u Mostaru je bio fra Radoslav Glavaš, a u Sarajevu privremeno Tugomir Alaupović. Godine 1904. sarajevsko društvo u naziv dodaje riječ "Napredak". Mostarsko i sarajevsko društvo ujedinjuju se 1907. godine, a pod nazivom "Hrvatsko prosvjetno i kulturno društvo Napredak" djeluju od 1914. godine.
Dolaskom Josipa Stadlera za vrhbosanskog nadbiskupa pokrenute su novine "Vrhbosna" i "Hrvatski dnevnik". Nadbiskup je podupirao rad brojnih dobrotvornih institucija, među kojima i sirotišta, te izgradio biskupijski dvor i katedralu u Sarajevu. Uključivanje inteligencije, svećenstva, trgovaca, obrtnika, građana i seljaka u preporodna gibanja značilo je ostvarenje preporodne ideje u Hrvata na tlu Bosne i Hercegovine.

## Islamski civilizacijski krug
Najčešće je problematizirana tema pripadnosti autora islamske vjeroispovijesti hrvatskoj književnosti. Osporavanje statusa Bašagića, Dizdara ili Durakovića kao hrvatskih spisatelja se sreće u četiri vida: 
1. navedeni pisci nisu Hrvati nego Bošnjaci, samom činjenicom što su muslimani, a ne katolici (ili, šire, “zapadnjaci“). Stoga im, po tom tumačenju, nije mjesto u hrvatskoj literaturi;
2. ti se autori nisu javno izjasnili kao Hrvati, pa ne pripadaju korpusu hrvatske kulture;
3. jezik je tih spisatelja “bosanski“ (ili bošnjački), a ne hrvatski, pa je već ta differentia specifica dovoljna da ih se izluči iz kanona hrvatske pisane riječi;
4. posljednja, i relativno najsuptilnija teza je ona o navodnoj nacionalnoj mimikriji kojoj su pribjegavali pisci poput Ćazima Ćatića, Čolakovića ili Muradbegovića. Po toj su tvrdnji spomenuti autori, da bi uopće mogli objavljivati u razdoblju nepovoljnom po bošnjačku nacionalnu ideju, bili prisiljeni lažno se predstavljati Hrvatima, izabravši tako manje od dva zla (druga, još nepovoljnija opcija bi bio ulazak u “srpski tabor“, što je korak koji su napravili neki drugi bošnjački pisci kao Meša Selimović, Zuko Džumhur ili Izet Sarajlić). Po tomu je njihovo hrvatstvo (ili bar pripadnost korpusu hrvatske pisane riječi) lažno jer se radilo o nužnom životnom manevru pisca koji je pristao na koliko-toliko prihvatljiv kompromis da bi se uopće mogao afirmirati.

Utemeljenost će se tih tvrdnji detaljno raščlaniti, ali uz prethodnu važnu, možda i ključnu opasku: u doba socijalističke Jugoslavije kulturna su klima i duhovni život u Bosni i Hercegovini bili sustavno srbizirani. Doduše, ne na radikalno velikosrpski način, ali uz trajno i uporno potiskivanje i minoriziranje hrvatskoga udjela u bosanskohercegovačkoj kulturnoj baštini. Jedan je od posljedaka bio i “povijesni samozaborav“ Bošnjaka koji su proračunatom politikom jezično i civilizacijski posrbljivani (u vidu unitarističkog jugoslavenska pretežito srpskoga predznaka), te je mlađim naraštajima stasalima u Titovskoj Jugoslaviji groteskna i potpuno nezamisliva činjenica da se većina bošnjačke inteligencije u razdoblju do 1945. godine nacionalno izjašnjavala Hrvatima (ili je bar bila “prohrvatski“ orijentirana). Zato je prije razjasnidbe pojedinih točaka koje smo naveli nužno napomenuti da su shvatljivi šok i zaprepaštenost, kao i neglumljeno emocionalno odbijanje velikoga broja Bošnjaka da prihvate relativno banalan povijesni podatak o hrvatskom uklonu većine svojih sunarodnjaka u desetljećima koja su prethodila komunističkoj samovlasti. Dugogodišnja protuhrvatska ideološka indoktrinacija i “pranje mozga“ u službi prosrpskoga jugoslavenstva učinili su svoje.
Prije no što se odgovori na upite koji su sami skcirani, valja napomenuti ključnu činjenicu: nijedan od autora nije uvršten u korpus hrvatske književnosti po hiru vlasnika ili uređivača. Pri odabiru su korištena kapitalna djela koja nedvosmisleno označuju pripadnost pisaca hrvatskoj nacionalnoj književnosti: Leksikon hrvatskih pisaca, urednik Krešimir Nemec, Povijest hrvatske književnosti, 1-3, autor Slobodan Prosperov Novak, Povijest hrvatske književnosti Dubravka Jelčića, te Hrvatska književnost do narodnog preporoda Kombola i Novaka. Tu je i popularnije djelo posvećeno tematici muslimanskih pisaca u hrvatskoj književnosti, Hrvatsko-bošnjačke teme Ferida Karihmana, kao i internetski portal hrvatskih pisaca, pripadnika Društva hrvatskih književnika, među kojima su i Ladan, Kovač, Idrizović, Hadžić, Aralica, Vuletić i Koroman.
Da bi se odgovorilo na prigovore koji se najčešće upućuju zbog uvrštavanja autora iz islamskoga civilizacijskoga kruga u korpus hrvatske književnosti (što nije hiroviti postupak urednika ili nakladnika, nego je jednostavna bibliografska činjenica koja se ne može i ne će svojevoljno mijenjati), valja najprije definirati opće odrednice koje određuju pripadnost nekoj nacionalnoj književnosti. No, najprije treba reći što nije nužno za takvu kategorizaciju:
- da bi pojedini autor pripadao određenoj nacionalnoj književnosti, ne mora pripadati toj naciji. Primjeri su Irac Beckett koji je francuski pisac, engleski prozaik Conrad koji je Poljak (dakle, ne poljskoga podrijetla, nego poljske nacionalnosti) ili Rus Nabokov čije je mjesto u američkoj književnosti osigurano. Vjerska ili “rasna“ drugotnost u odnosu na većinu pripadnika nacije u čiju je nacionalnu književnost neki autor “upisan“ ne igraju nikakvu ulogu u određivanju njegovoga statusa kao nacionalnoga pisca.
- također, nije nužno da je sav (ili čak većina) opusa autora na nacionalnom jeziku dotične literature. “Klasični“ primjer su latinisti u više stoljeća europske pred- i postrenesansne književnosti, ali i pisci na živim jezicima koji su dali značajna djela na “stranim“ jezicima. Karen Blixen ostaje danskom spisateljicom premda je značajan dio djela napisala na engleskom jeziku, Oscar Wilde ostaje irskim i britanskim piscem premda je dramu “Salome“ napisao na francuskom. Drugi poznati primjeri “višejezičnih“ autora uključuju Emile Ciorana, Mircea Eliadea, Samuela Becketta, Stanislawa Przybyszewskog, Milana Kunderu i Josefa Brodskog.

No, koji su onda kriteriji po kojima navedeni pisci islamskoga civilizacijskoga kruga pripadaju hrvatskoj književnosti? Jednostavno, ti su književnici svoje djelo svjesno utkali u korpus hrvatske književnosti, crpili su iz njega izražajne oblike i primali utjecaje značajnijih hrvatskih autora, nacionalno se izjašnjavali Hrvatima i pisali su na hrvatskom jeziku. Autori od Bašagića i Ćazima Ćatića do Nametka i Durakovića smatrali su da njihova djela ne pripadaju nijednoj književnosti osim hrvatskoj, a oni sami nijednom narodu osim hrvatskom. Također je i jezik dotičnih autora hrvatski književni jezik, u mnogim elementima s manje islamskih orijentalizama ili turcizama nego jezik drugih bosanskohercegovačkih hrvatskih pripovjedača (npr. Jakše Kušana), ako je to razlikovna odrednica od ikakve važnosti. Jedna od ilustracija da je tomu tako je i to što kapitalno djelo hrvatske lingvistike, “Sintaksa hrvatskoga književnog jezika“ akademika Radoslava Katičića (jedan od četiriju dijelova tzv. Velike gramatike Hrvatske akademije znanosti i umjetnosti), u popisu književnih djela kojima se prikazuje hrvatski sintaktički propis, sadrži, osim radova hrvatskih pisaca iz europskoga uljudbenoga kruga kao što su Krleža, Marinković, Ujević ili Šoljan, također i djela hrvatske književnosti, autori kojih su pripadnici islamskoga civilizacijskoga sklopa poput Alije Nametka, Mulabdića i Kikića. 
Stoga se utemeljeno može reći da su svi prigovori o uključivanju muslimanskih pisaca u kanon hrvatske književnosti potpuno ništavni. Pogotovo je ništavna, a zapravo izuzetno uvrjedljiva sama ideja da su navedeni autori jednostavno lagali ili se pretvarali u pogledu vlastite nacionalne i književne pripadnosti. Smatra se da takav oblik “argumentacije“ vrijeđa osobno i ljudsko dostojanstvo spomenutih pisaca i ne zavrjeđuje nikakvoga osvrta.
Sama odrednica bosanstva ili bošnjaštva zaslužuje nešto detaljniji osvrt. Za citirane je pisce bošnjaštvo označavalo ponosno isticanje zavičajnosti, a ne otklon od ili nijekanje hrvatske nacionalne pripadnosti. To je vidljivo i iz pjesme Muse Ćazima Ćatića Bosni (Pjesma Bosni je dostupna na Wikizvoru, a ovdje se citiraju samo dvije strofe):
Ponosna je Bosna moj zavičaj mili,
Tu je sunce čija granulo menika,
Djedovi su moji za nju krvcu lili,
Njojzi bit ću i ja čelenka i dika.
...
Dok svetinje ove Hrvat čuva svoje
Nikada ga sila uništiti neće.
Isto i presjajno, kao sunce što je,
I njemu će sinut sunce stare sreće.«
Gornja je pjesma dobar primjer snažnoga bosanskoga domoljublja povezanoga s hrvatskim rodoljubljem u većine hrvatskih muslimanskih pisaca. Ono što naizgled komplicira situaciju je nacionalna emancipacija muslimana u Bosni i Hercegovini tijekom socijalističke Jugoslavije, kada se većina pripadnika islamskoga civilizacijskoga kruga koji govore jezikom bliskim hrvatskom i ijekavskom srpskom deklarirala kao posebna nacija pod imenom Muslimani. Ne sporeći utemeljenost takvoga izbora, kao ni opravdanost samoga oblika nacionalnoga imena (prvo Muslimani, a otprilike 20 godina poslije prvoga “imenovanja“ i propasti komunizma i Jugoslavije, preimenovanje u naciju naziva Bošnjaci), moraju se zamijetiti bar dvije činjenice:
- koliko god bilo nespornom istinom da se golema većina muslimana Bosne i Hercegovine nacionalno samoočitovala kao zasebna nacija (Muslimani, Bošnjaci, Bošnjaci-muslimani), isto je tako neprijeporno da se manji dio muslimana koji govore hrvatskim i srpskim jezikom (ili nekim amorfnim križancem tih dvaju jezika) i dalje nacionalno izjašnjava pripadnicima hrvatskog, srpskog i crnogorskoga naroda, kako u BiH, tako i u susjednim zemljama Hrvatskoj, Srbiji i Crnoj Gori. Društveni pritisak okoline vjerojatno igra određenu ulogu u tome (kao što je odigrao i u bošnjačkoj identifikaciji, primjer koji se često prešućuje i zaboravlja), no postojanje mnogih pripadnika hrvatske i srpske nacije islamske vjeroispovijedi stvarnost je koja se ne može ignorirati, i koja neće (kao što nije ni do sada) nestati s povijesne pozornice.
- relativno kasna bošnjačka nacionalna emancipacija dovela je do delikatne, a katkad i groteskne situacije: u želji da afirmiraju sve atribute nacije (a među najvažnije spadaju jezik i književnost), bošnjačka kulturno-politička elita je počela ubrzanu “prekvalifikaciju“ i reklasifikaciju mnogih autora koji su dotada smatrani integralnim dijelom srpske (Skender Kulenović, Meša Selimović, Hamza Humo, Zulfikar Džumhur) ili hrvatske (Safvet-beg Bašagić, Musa Ćazim Ćatić, Hamdija Kreševljaković, Abdurezak Hivzi Bjelavac, Enver Čolaković, Alija Nametak, Ahmed Muradbegović, Mak Dizdar) književnosti. Aktivnost u konstituiranju i okupljanju korpusa bošnjačke nacionalne književnosti je posve razumljiva i opravdana pojava. No, zbog izričite i naglašene pripadnosti pojedinih pisaca hrvatskoj i srpskoj literaturi, nemoguće je obaviti takav mehanički “prijenos“, to prije što velik dio autora više nije živ i jednostavno se ne može izjasniti slaže li se ili ne s takvim postupkom u kojemu ima, mora se reći, dosta elemenata groteske.

U toj je situaciji vjerojatno najlogičnija rješidba višestruka književna pripadnost autora, primjer čemu se nalazi i u “velikim“ svjetskim literaturama: Henry James se klasificira kao američki i britanski pisac, Vladimir Nabokov kao američki i ruski, Samuel Beckett kao francuski, irski i britanski književnik, a Emile Cioran kao rumunjski i francuski spisatelj. Budući da je nemoguće proizvoljno, političkim dekretom istrgnuti hrvatske muslimanske pisce iz hrvatske književnosti, a opravdanost tvrdnji njihovih zavičajnih istovjernika da korpus bošnjaćke nacionalne književnosti ne počinje od jučer (jer su bosanski muslimanski spisatelji stvorili zavidan opus pisane riječi uronjen u tematiku i problematiku bosanskohercegovačkog muslimanskog življa) se ne može ignorirati i odbaciti bez argumenata, najbolje je rješenje koje je izabrala hrvatska kulturna javnost, a to je da hrvatski muslimanski autori koji se ne mogu izrijekom izjasniti o svojoj književnoj pripadnosti pripadaju, uz hrvatsku, i bošnjačkoj nacionalnoj literaturi.
Jedan od kompendija koji eksplicite potvrđuju dvojnu pripadnost pisaca je i reprezentativni “Leksikon stranih pisaca“, izašao u Zagrebu 2001. godine. Tu su, npr. Ivo Andrić kao srpski i hrvatski pisac, Safvet-beg Bašagić kao hrvatski i bošnjački autor, Mak Dizdar kao bošnjački i hrvatski pjesnik (a slično je s mnogim drugima iz Bosne i Hercegovine). Smatra se da je, po uzusima koji vrijede u svjetskim književno-kritičkim krugovima, to i najbolji i najrealniji književnopovijesni pristup.

## Suvremena književnost
Hrvatska suvremena književnost u Bosni i Hercegovini je dala veliki broj istaknutih stvaratelja: pjesnika, pripovjedača, novelista, romansijera, dramskih pisaca, književnih kritičara, esejista, memoarista, prevoditelja. Većina njih u čežnji za osobnom afirmacijom na polju književnosti, zbog zaposlenja ili školovanja, zbog nerazumijevanja ili zbog nemogućnosti objavljivanja u matičnoj sredini, i iz nekih drugih razloga, odlazila je u veće kulturne centre u zemlji izvan nje. Hrvaski književnici većinom su odlazili u Zagreb. Najrazvijeniji kulturni centri u Bosni i Hercegovini, Sarajevo, Mostar, Banja Luka i Tuzla, dugo vremena nisu mogli zadovoljiti njihove kulturne potrebe u onom opsegu koliko su to oni željeli. Započinje živa aktivnost na kulturno-prosvjetnom uzdizanju naroda. U razdoblju nakon Prvoga svjetskog rata svoj rad obnavljaju književni listovi, časopisi i društva koja su prije rata bila osnovana, a pokreću se i osnivaju nova.
Kao jedan od kulturno-povijesnih kontinuiteta iz razdoblja austrougarske uprave u Bosni i Hercegovini, počeo je nakon Prvoga svjetskog rata, 1921. godine izlaziti časopis "Napredak", ↓1 glasilo hrvatskog prosvjetnog i kulturnog društva Napredak, koje je tada obnovilo svoj rad. "Naročite prilike, u kojima se razvijao kulturni život hrvatskoga naroda Bosne i Hercegovine",  pisalo je u programskom članku... "potaknule su prije 17 godina ostvarenje našega Napredka. Potreba podizanja školovanog i privrednog podmladka bila je u ovim krajevima veća nego drugdje". Njegov programski zadatak je kulturno-prosvjetno uzdizanje naroda i tog programskog načela će se pridržavati sve do 1941. godine. U svom radu je imao i nekoliko kraćih prekida.
U svezi s njegovom poslovnom orijentacijom, zanimljivo je jedno zapažanje bošnjačkog profesora Rizvića: "Najznačajniji hrvatski književnici srednje i mlađe generacije koji su stvarali u okviru grupe sarajevskih književnika ili surađivali na stranicama Pregleda ne spominju se kao suradnici Napretka pa je očita bila podvojenost književne i kulturne orijentacije među Hrvatima u Bosni i Hercegovini u razdoblju nakon rata na one koji su slijedili rane predratne i poratne jugoslavensko nacionalističke ideale i na one koji su se okupljali oko Napretkove kulturno-povijesne linije (osobito poslije 1929.), nalazeći u njoj više hrvatskog nacionalnog sadržaja i tradicionalnih oznaka u Bosni i Hercegovini koje su se prenosile iz vremena nacionalnih pokreta austrougarskog razdoblja nastavljajući zasade franjevačko ilirske književno-kulturne djelatnosti".
Radeći istodobno na svom osobnom uzdizanju i na širenju i razvijanju književne kulture u narodu, pisci hrvatske književnosti u Bosni i Hercegovini čine nevjerojatan poduhvat. Koracima od "sedam milja", oni smanjuju razliku između svojih i susjednih kulturnih centara te između sebe i afirmiranih hrvatskih i srpskih pisaca. Zahvaljujući tome, bosanskohercegovačka književnost je za vrlo kratko vrijeme prevalila ogroman put od tradicionalne književnosti regionalnog značaja, preko romantičarske i usko nacionalne književnosti (Alija Nametak, Enver Čolaković, Zvonimir Šubić), francuske realističke škole (Alija Nametak), lirizma, sociološkog realizma i simbolizma (Nikola Šop, Alija Nametak), impresionizma (Antun Branko Šimić), ekspresionizma (A. B. Šimić, Ahmed Muradbegović), do tendenciozne, aktivističke, angažirane, često po zadatku pisane literature, socijalističkog realizma (Zija Dizdarević).
Početak 20. stoljeća, također, je bilo uspješno razdoblje za razvoj romana u BiH. Tamo gdje su neki poznati europski pisci gubili na književno-umjetničkoj vrijednosti svog uspješnog književnog djela (pretjerano naglašen lirski element), romansijeri hrvatske književnosti iz Bosne i Hercegovine, kojima su oni služili za uzor, dobivali na kvaliteti djela. Za razliku od proze, bosanskohercegovačka poezija 1930-ih godina 20. stoljeća sasvim izvjesno bilježi stagnaciju. Oko 1930. godine javlja se grupa mladih i društveno naprednih pjesnika. Pred Drugi svjetski rat, od 1936. godine pa dalje, pridružuju se i novi glasovi među kojima i Mak Dizdar. "Socijalna lirika" našla je u ovim pjesnicima iskrene, ubijeđene i oduševljene pristalice. Da njihovo djelovanje nije ostalo nezapaženo i beznačajno, svjedoči, pored ostalog, i poznati kikindski proces protiv uređivača almanaha Knjige drugova (1929.), u kome su se pojavili i neki od istaknutijih pjesnika ove grupe. Pa ipak iako je bilo izvjesnog odjeka i nekog življeg kretanja, velikih i značajnih imena nema, niti pojava i prodora.
Ključna pretpostavka razumijevanja kulturnog identiteta Bosne i Hercegovine je uvažavanje njegove kompozitne integralnosti. Kulturne tradicije bosanskohercegovačkih naroda nalaze se u specifičnom odnosu obilježenom stalnim osciliranjem između bosanske integralnosti i nacionalnih posebnosti. Pri tom, ni u vremenima političkih zaoštravanja, praćenih kulturnim izolacionizmom, nije posve ugušen duh zajedništva, niti se u periodima naglašenije integrativnosti potiru posebnosti. Na tim osnovama baštinjen suvremeni kulturološki kontekst pojmovnoj odrednici književnost naroda Bosne i Hercegovine obezbjeđuje širinu koja nadilazi nacionalne pa i državne okvire kada je u pitanju mogućnost uključivanja integralnih književnih tradicija sva tri konstitutivna bosanskohercegovačka naroda.
Suština je u tome da se nacionalne književnosti: hrvatska, srpska, crnogorska i bošnjačka, ne mogu vezati za granice nacionalnih država (svi ovi narodi u statusu konstitutivnog ili nacionalne manjine žive i u Bosni i Hercegovini i u Hrvatskoj i u Srbiji i u Crnoj Gori) nego isključivo za kulturne prostore koji se međusobno preklapaju i interferiraju. To, dakako, ne dovodi u pitanje legitimitet bosanskohercegovačke književnosti, koja uključuje književne tradicije nastale na tlu BiH, a čije se postojanje temelji na:
- svijesti svake književne tradicije o sebi i vlastitom kontinuitetu;
- svijesti o bosanskohercegovačkoj skupnosti koja proizlazi iz evidentne tolerantnosti prema drugim književnim tradicijama, te iz znanja o autohtonom položaju svake tradicije na bosanskohercegovačkom tlu;

- svijesti o međusobnim odnosima koji su nužnost na liniji zajedničkog jezika, na liniji historijske sudbine zajedničkog življenja i interesa održanja, na liniji zajedničke uzajamne tematike, ideologije socijalnog opstanka, te, najzad, na liniji interesa stilsko-estetskih dodira i prožimanja;
- svijesti o prirodnom zalaženju u matične literature kod srpskih i hrvatskih pisaca — uzimanje srpskih i hrvatskih književnih djela kao uzora na liniji književno-stilskih osobina zajedničkog jezika te južnoslavenske uzajamnosti.

Navedene činjenice, k tome, opravdavaju višestruku pripadnost nekih autora pojedinim književnostima, primjerice Ive Andrića bosanskohercegovačkoj, srpskoj i hrvatskoj književnosti. U razdoblju Drugoga svjetskog rata književno stvaranje ne zamire, dapače nastaju značajna pjesnička djela s ratnom tematikom, a Ivo Andrić piše svoje značajne romane "Na Drini ćupriju", "Travničku kroniku" i "Gospođicu". Međutim, već prvih poslijeratnih godina (1945. – 1950.) sva književnost je u znaku doktrine socrealizma koji je zagovarao tobožnju vjernost činjenicama realnog života, a s druge strane ispostavljao zahtjev partije: pisati samo o onome što je pozitivno i uzvišeno. Proizvod takve književno-političke ideologije bila je crno-bijela tehnika prikazivanja. Neprirodna sinteza romantizma i realizma najizraženija je u proznim djelima čiji su junaci ljudi bez straha i mane, hrabri ratnici, ukrašeni svim pozitivnim ljudskim osobinama. Čest oblik proze su dnevnici i zapisi partizanskih boraca i komandanata. U poeziji se više opijeva zanos mladosti pri obnovi i izgradnji zemlje. Ovaj će koncept književnosti biti prolazna stvaralačka faza i za mnoge, kasnije uvažene autore.
S izvjesnim liberaliziranjem političkih prilika i književnost na širem prostoru bivše Jugoslavije osvaja prostor estetske autonomije. U Bosni i Hercegovini se stvaraju i institucionalne pretpostavke za ekspanziju književnog života. Osniva se Filozofski fakultet u Sarajevu, obnavlja rad kazališta u većim gradskim središtima, formiraju se nove nakladničke kuće i pokreću književni časopisi. Dana 28. siječnja 1971., zalažući se za hrvatsku nacionalnu i kulturnu suverenost i jednakopravnost s drugim narodima u Bosni i Hercegovini, sedmorica hrvatskih književnika iz BiH (Vitomir Lukić, Mile Pešorda, Nikola Martić, Veselko Koroman, Mirko Marjanović, Stanko Bašić i Vladimir Pavlović) objavila su Sarajevsku deklaracija o hrvatskom jeziku, 4 godine nakon što su hrvatski uglednici potpisali Deklaraciju o nazivu i položaju hrvatskog književnog jezika.
Najsnažniji trag u suvremenoj bosanskohercegovačkoj književnosti ostavio je novopovijesni tip proze. Motivi okretanja pisaca ka prošlosti počivali su u nastojanju da se posredstvom dekora povijesnog vremena kao alegorijskih kulisa kazuje istina o našem današnjem dobu i njegovim dramama, kakav je slučaj kod mnogih pisaca među kojima je svakako najpoznatiji Ivo Andrić. U Andrića je naglašena simbolizacija i dehistorizacija kronotopa karakreristike su i Andrićevog romana "Prokleta avlija" (1957.), za razliku od objektivnog realističkog manira u poimanju povijesti svojstvenog njegovim povijesnim romanima uključujući i "Omer-paša Latas" (1976.).
Poezija nove moderne u BiH svoje vrhunce dosegnuće u opusima onih pjesnika koji iskustva moderniteta oplemenjuju na vrelima zavičajnog podneblja i njegove duhovne tradicije. Prvi su tim putem krenuli Anđelko Vuletić i Veselko Koroman. Egzistencijalističke preokupacije i motive putovanja, patništva i nezadovoljstva konvencijama malograđanskog života, Vuletić upjesmljuje oslanjajući se na mitologeme i gnomičnost narodne poezije, duhovnost i temperament hercegovačkog zavičaja. Koroman je jednako sklon pučkom imaginariju i jezikotvorsrvu, ali smireniji, škrtiji na riječi, lišen patosa i subverzivnih intelektualnih provokacija, blaži u sarkazmu, a pitoreskniji u oslikavanju zavičajnih pejzaža i doživljaja djetinjstva.
Pjesnička zbirka Maka Dizdara "Kameni spavač" (1966.), s pravom ocijenjena kao najznačajnije pjesničko ostvarenje hrvatske književnosti 20. stoljeća, otkriva se u prvom značenjskom sloju kao alegorijska parabola o tragičnoj sudbini Bosne i njezinog čovjeka, ali ta je zavičajna melodija tek uvodna fraza polifonijski razvijene i molski intonirane simfonije o čovjeku uopće, zemlji i nebu, padu i uznesenju, bolu i spasenju.
Društvo hrvatskih književnika Herceg-Bosne je osnovano na Osnivačkoj skupštini u Mostaru, 20. studenoga 1993. godine. Društvo hrvatskih književnika Herceg-Bosne (DHK HB) je dobrovoljna izvanstranačka organizacija književnika koji žive i djeluju na području Bosne i Hercegovine i književnika koji žive i djeluju izvan njezinog područja, a rođeni su u njoj. Sjedište Društva hrvatskih književnika Herceg-Bosne je u Mostaru, na Trgu hrvatskih velikana, u Hrvatskom domu Herceg Stjepan Kosača.
Zadatci DHK HB su: razvijati i afirmirati hrvatski jezik, zalagati se za raznolik i kontinuiran napredak hrvatske književnosti, poticati suvremeno književno stvaralaštvo i valorizaciju hrvatske književnosti, unapređivati i štititi slobodu književnog stvaralaštva i djelovanja, štititi književna djela i rad svojih članova, sudjelovati u pripremama donošenja zakona i propisa koji utječu na sudbinu književnog stvaralaštva, osiguravati trajan utjecaj u oblikovanju kulturne politike, osiguravati zaštitu socijalnih prava svojih članova i njihovih obitelji, osiguravati i ostvarivati javne književne tribine i druge književne priredbe, zalagati se za afirmaciju i promicanje hrvatske književnosti u svijetu, organizirati međurepubličke i međunarodne skupove, dodjeljivati književne nagrade kao poticaj književnom stvaralaštvu i javnoj afirmaciji djela članova DHK HB, objavljivati publikacije, časopise i knjige kroz nakladu DHK HB te brinuti se o pohranjivanju i čuvanju pismohrane DHK HB sukladno zakonskim propisima.

## Srodni članci
- Hrvati Bosne i Hercegovine
- Kultura Hrvata Bosne i Hercegovine
- Hrvatska književnost

## Unutarnje poveznice
- Povijest jezika u Bosni i Hercegovini
- Franjevačka provincija Bosna Srebrena
- Hrvatski narodni preporod u Bosni i Hercegovini
- Popis hrvatskih književnika iz Bosne i Hercegovine

## Vanjske poveznice
- Musa, Šimun. Hrvatski jezik u Bosni i Hercegovini s obzirom na njegov zakonski i stvarni položaj u društvu // Filologija, br. 48, Prosinac 2008., str. 115. – 134., (Hrčak)
- Ivanković, Željko. Hrvatska književnost u BiH prema cjelini hrvatske književnosti i cjelini (moguće) bosanskohercegovačke književnosti, str. 123. - 138., u: Hrvati u BiH: problemi ustavnog položaja, kulturni razvoj i nacionalni identitet, ur. Ivan Markešić, Pravni fakultet Sveučilišta u Zagrebu i Centar za demokraciju i pravo Miko Tripalo, Zagreb, 2010. ISBN 978-953-270-044-2